# Jane Horrocks

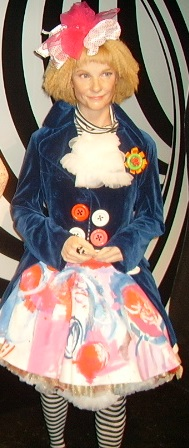
Eine Wachsfigur von Jane Horrocks bei Madame Tussauds in London

Barbara Jane Horrocks (* 18. Januar 1964 in Rossendale Valley, Lancashire) ist eine britische Schauspielerin, Synchronsprecherin, Drehbuchautorin und Sängerin.

## Leben und Karriere
Jane Horrocks studierte Schauspiel an der Royal Academy of Dramatic Art und bei der Royal Shakespeare Company.
Bekannt wurde Horrocks vor allem als die ziemlich überdrehte Assistentin Bubble in der britischen Sitcom Absolutely Fabulous an der Seite von Jennifer Saunders (Edina) und Joanna Lumley (Patsy). Während der Zusammenarbeit mit Drehbuchautor Jim Cartwright wurde dieser auf ihre besondere Fähigkeit aufmerksam, wie sie ihre Stimme verändern kann, um Personen zu imitieren oder alte Songs neu zu interpretieren. Er war so sehr begeistert, dass er das Drehbuch zu dem Film Little Voice schrieb und diesen mit ihr in der Hauptrolle besetzte. Für diese Rolle wurde sie unter anderem mit einer Nominierung für den Golden Globe belohnt. Aufgrund dieser stimmlichen Fähigkeit wird sie oft auch zur Synchronisation von Trickfilmen engagiert. Ihre bekannteste Arbeit ist hier der Film Chicken Run – Hennen rennen (Chicken Run), wo sie im Original der Henne Babs ihre Stimme leiht. Auch als Sängerin kann man sie hin und wieder erleben. So trat sie beispielsweise gemeinsam mit Robbie Williams 2001 bei seinem Konzert Live at the Albert auf und ist auch auf dessen Album Swing When You’re Winning (2001) in dem Song Things zu hören.
Horrocks ist mit Nick Vivian verheiratet und hat zwei Kinder. Die Familie lebt in Twickenham.

## Filmografie (Auswahl)
- 1987: First Sight (Fernsehserie, eine Episode)
- 1989: Die Wölfe von Willoby
- 1990: Hexen hexen (The Witches)
- 1990: Memphis Belle
- 1991: Life is Sweet
- 1992–2012: Absolutely Fabulous (Fernsehserie, 32 Episoden)
- 1998: Little Voice
- 1999–2000: Unten am Fluss (Watership Down, Fernsehserie, 26 Folgen, Stimme)
- 2000: Chicken Run – Hennen rennen (Chicken Run, Stimme)
- 2005: Corpse Bride – Hochzeit mit einer Leiche (Tim Burton's Corpse Bride, Stimme)
- 2016: Absolutely Fabulous: Der Film (Absolutely Fabulous: The Movie)
- 2018: Swimming with Men
- 2023: Chicken Run: Operation Nugget (Chicken Run: Dawn of the Nugget, Stimme)